# Volkshandschrift

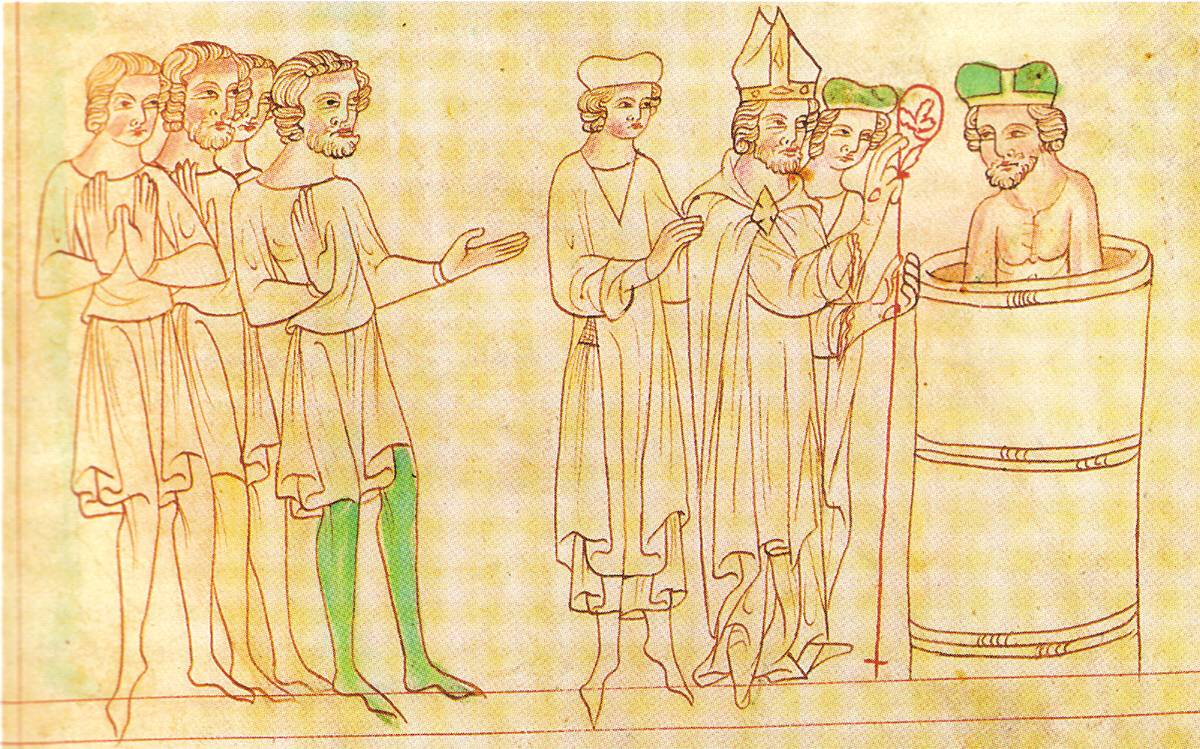
Teilcolorierte Tintenzeichnung aus der Velislaus-Bibel (14. Jahrhundert).

Volkshandschrift bezeichnet eine Kategorie von gotischen Bilderhandschriften, deren Illustrationen ohne künstlerischen Anspruch größtenteils nur in Tinte auf Papier ausgeführt sind.
Der Begriff wurde 1926 von Hans Wegener eingeführt und ist in der modernen Forschung umstritten.
Volkshandschriften kommen im 14. Jahrhundert zunächst in Süddeutschland auf.  Eine immer breitere Schicht wohlhabender Bürger und Beamter sucht nach Bildung und vollzieht das Verlangen eigene Manuskripte und Bücher zu besitzen. Dieses Verlangen bedienen Werkstätten von Briefmalern, die auf günstig gewordenem Papier comicartig illustrierte Handschriften auf Bestellung fertigen. Vorbild finden sie dabei bei den prunkvollen Bilderhandschriften der höfischen Gesellschaft. Im Gegensatz zu diesen bestehen die Illustrationen der Volkshandschriften jedoch meist nur aus einfachen Tintenzeichnungen und gelegentlichen Lavuren, ohne dabei das künstlerische Niveau der Prachthandschriften zu erreichen.

## Begriffskritik
Die moderne Literaturwissenschaft sieht den Ausdruck Volkshandschrift als irreführend an, da diese Art von Bilderhandschriften eben nicht für das breite Volk bestimmt war, wie der Ausdruck suggeriert, sondern vielmehr für einen Interessentenkreis aus dem niederen Adel, dem höheren Beamtentum und dem wohlhabenden Bürgertum. Auch impliziert der Begriff eine qualitative Herabsetzung, die im Allgemeinen für Handschriften dieser Kategorie zutreffen mag, aber Ausnahmen aufweist.